# Dani (Chorwacja)
Dani – wieś w Chorwacji, w żupanii karlowackiej, w gminie Bosiljevo. W 2011 roku liczyła 8 mieszkańców.